# Péter Gothár
Péter Gothár (Pécs, Hongria, 28 d'agost de 1947) és un director de cinema i guionista hongarès.

## Biografia
Després d'aprovar el batxillerat, Péter Gothár va estudiar durant un any a la Universitat d'Agronomia de Keszthely i després a l'Escola d'Hostaleria de Budapest. El 1968 va canviar de direcció i es va incorporar a la televisió hongaresa com a ajudant de direcció. El 1971, va començar a estudiar a la Escola Superior d'Art Dramàtic i Cinematogràfic (Színház- és Filmművészeti Főiskola) a Budapest i va obtenir el seu diploma de director el 1975.
Entre 1975 i 1979, Péter Gothár va ser director de la televisió hongaresa, després de 1979 a 1992 va ser director al teatre Csiky Gergely de Kaposvár i, de 1993 a 2019, va ser director al Teatre Katona József a Budapest.
És autor de 23 pel·lícules des de 1974, algunes de les quals han guanyat premis en nombrosos festivals internacionals. Megáll az idő, el seu èxit més notable, va guanyar vuit premis. El 1995, A részleg es va presentar a la secció Un certain regard al 48è Festival Internacional de Cinema de Canes.

## Filmografia parcial
- Az örömhöz (1974)
- Ajándék ez a nap (1979)
- Megáll az idő (1982)
- Idő van (1986)
- Tiszta Amerika (1987)
- Melodráma (1990)
- A részleg (1995)
- Haggyállógva, Vászka (1996)
- Akasztottak (2000)
- Paszport - Útlevél a semmibe (2001)
- Magyar szépség (2003)
- Hét kis véletlen (2020)[4]